# Base aèria d'Ämari
La base aèria d'Ämari (codi OACI: EEEI)   és una base aèria militar a Harjumaa, Estònia, situada  7 km  al sud del llac Klooga i  20  al sud-oest de Tallinn.
La base es va obrir l'any 1945.

## Història
La base aèria d'Ämari es va construir entre 1940 i 1952 en virtut d'un acord signat per la RSS d'Estònia i la Unió Soviètica. El 1945, el Ministeri de Defensa de l'URSS hi va establir un camp d'aviació de reserva naval de la seva flota del Bàltic, on van començar a basar-se els hidroavions amfibis del 69è Regiment de Reconeixement de Llarg Distància Catalina PBY-5A i els caces d'escorta Yak-9P. Es va convertir en la base principal de les unitats situades a Ämari el 1952.
El novembre de 1967, el 88è Regiment d'Aviació de Caces-Bombarders es va formar a l'aeròdrom, romanent fins a l'agost de 1984, després del qual es va traslladar a l'aeròdrom de Kanatovo, a Kirovograd, Ucraïna. De 1967 a 1973 el regiment va volar el MiG-17, de 1970 a 1980 - el MiG-21 PFM, i des de 1980 - el MiG-27 D (K).
El 1977, es va formar el 321è regiment d'aviació de caces-bombarders a l'aeròdrom. El regiment operava avions Su-7B. El 1987, el regiment va ser reciclat al Su-24 i transferit a la 132a Divisió d'Aviació de Bombers. El 1994, el regiment es va dissoldre al camp d'aviació.
Durant la Guerra del Vietnam, la base va ser una instal·lació d'entrenament per als pilots soviètics per volar avions MiG-15, MiG-15bis, Mig-17 i MiG-19 abans del desplegament al Vietnam del Nord com a pilots assessors militars i el desplegament als països àrabs durant les guerres contra Israel. Després de 1975, les unitats van substituir els seus MiG obsolets per avions Sukhoi. Més tard, Ämari va ser la llar de 321 i/o 170 MShAP (321è i/o 170è Regiment d'Aviació Naval de Shturmovik) que volien avions Su-24. Després de la dissolució de la Unió Soviètica, la Força Aèria Russa va continuar administrant la base fins que va ser lliurada a Estònia el 1996.
L'ala de vigilància aèria de la Força Aèria d'Estònia es va crear el gener de 1998 i es troba a la base.
Després de l'adhesió d'Estònia a l’Organització del Tractat de l'Atlàntic Nord (OTAN) el 2004, la base es va fer interoperable de l'OTAN. Els avions de l'OTAN estan estacionats a la base des del 2014.

## Ús actual
Des de l'abril de 2014, la base acull patrulles de la policia aèria del Bàltic de l'OTAN. El 30 d'abril de 2014 aquesta missió va començar amb l'arribada de quatre F-16 de la Royal Danish Air Force.
Durant el 2015 es va anunciar que els actius aeris de l’operació americana Atlantic Resolve s'hi estarien basats.
El setembre de 2015, els caces Lockheed Martin F-22 Raptor van visitar Ämari.
Des de l'abril de 2023, els avions de la RAF Eurofighter Typhoon del IX Esquadró es van basar a Ämari, com a part de la Força de Reacció Ràpida per a l'Operació Azotize, la missió de la Policia Aèria del Bàltic de l'OTAN, en substitució de l'esquadró Richthofen Taktisches Luftwaffengeschwader 71 de la Luftwaffe.